# Michel Oriot
Michel Oriot, né le  6 septembre 1939 à Villerville (Calvados) et mort le 25 août 1999 dans le 14ème arrondissement de Paris, est un footballeur français.

## Biographie
Michel Oriot porte pendant six saisons les couleurs du Red Star, de 1961 à 1967, puis à la toute fin de la saison 1967-1968. Pensionnaire habituel de Division 2, le club est promu dans l'élite en 1964-1965, mais n'y reste qu'un an. Joueur venu du monde amateur, un peu besogneux, il progresse à un poste de milieu récupérateur jusqu'à devenir un joueur de base de l'équipe. En 1965, il est sélectionné à deux reprises dans l'éphémère équipe de France de deuxième division. 
Après l’absorption du Toulouse FC en 1967, qui permet au Red Star de faire son retour en D1, il ne joue plus. Il fait seulement son retour dans l'équipe en toute fin de saison, en juin 1968. Par la suite il évolue à l'AS Creil, avec lequel il est promu en Division 2 en 1970. 
En mai 1968, il est l'un des rares joueurs professionnels (avec André Merelle) à participer à l'occupation des locaux de la Fédération française de football,,.

## Statistiques
Michel Oriot participe à 228 matchs au moins avec le Red Star, dont 33 en Division 1, pendant lesquels il marque 32 buts.
| Saison                | Club                  | Championnat           | Championnat | Championnat | Coupe(s) nationale(s) | Coupe(s) nationale(s) | Total | Total |
| Saison                | Club                  | Division              | M.          | B.          | M.                    | B.                    | M.    | B.    |
| 1961-1962             | Red Star              | D2                    | 24          | 2           | 4                     | 0                     | 28    | 2     |
| 1962-1963             | Red Star              | D2                    | 35          | 7           | 6                     | 1                     | 41    | 8     |
| 1963-1964             | Red Star              | D2                    | 24          | 5           | 1                     | 0                     | 25    | 5     |
| 1964-1965             | Red Star              | D2                    | 30          | 7           | 2                     | 0                     | 32    | 7     |
| 1965-1966             | Red Star              | D1                    | 30          | 4           | 4                     | 0                     | 34    | 4     |
| 1966-1967             | Red Star              | D2                    | 29          | 7           | 2                     | 1                     | 31    | 8     |
| 1967-1968             | Red Star              | D1                    | 3           | 0           | 0                     | 0                     | 3     | 0     |
| Total sur la carrière | Total sur la carrière | Total sur la carrière | 175         | 32          | 19                    | 2                     | 194   | 34    |

## Palmarès
- Vice-champion de France D2 en 1965 avec le Red Star